# Gummark
Gummark is een plaats in de gemeente Skellefteå in het landschap Västerbotten en de provincie Västerbottens län in Zweden. De plaats heeft 118 inwoners (2005) en een oppervlakte van 49 hectare. De plaats ligt aan het meertje Gummarksträsket, circa vijftien kilometer ten zuidwesten van de stad Skellefteå.